# Talajmegújító mezőgazdaság
A talajmegújító mezőgazdaság (TMMG) az angol regenerative agriculture magyar megfelelőjeként  a mezőgazdaság olyan technológiai keretrendszere, amely segíti a termőtalaj regenerációját, a biodiverzitás növelését, a víz- és tápanyagciklusok javítását, az ökoszisztéma szolgáltatások bővítését, a szénmegkötés támogatását és növeli a mezőgazdaság klímaváltozással szembeni ellenálló képességét. A TMMG központjában a talaj és termesztett környezet egészsége áll az egészséges talaj – egészséges növény – egészséges ember hármasával.
A talajmegújító mezőgazdaság a házikertekben és kis gazdaságokban gyakran ideológiai elvekre épül, mint a permakultúra, agroökológia, agrárerdészet, míg a nagyobb gazdaságok a holisztikus menedzsmentre és direktvetésre (notillre) épülő, biológiai és ökológiai szolgáltatásokra építő növénytermesztést végzik.
A talajmegújító mezőgazdaság széleskörű lehetőséget biztosít a környezettel minél inkább együttműködő termesztéstechnológiák alkalmazására. A TMMG megoldásai egyaránt hasznosak a konvencionális és biotermesztők számára is. A talajmegújítási folyamat során javuló ökológiai változatosság és tápanyag körforgás lehetővé teszi a mezőgazdasági inputanyagok (műtrágya, szerves trágya, növényvédő szerek) jelentős csökkentését, és gyakorlati tapasztalatok alapján néhány évtized után ezek el is hagyhatók.

## A talajmegújító mezőgazdaság alapelvei
1. A talajbolygatás minimalizálása
2. Növényi változatosság
3. Takart talajfelszín
4. Élő gyökerek
5. Állatok integrálása

1. A TMMG kulcsfontosságú eleme a talajbolygatás minimalizálása. A mezőgazdasági termesztés egyik szokásos eleme a talajművelés, amely mélységtől és eszköztől függően, változó mértékben bolygatja a talajt. A talajművelés a termesztett növények körétől függően szükséges lehet, de a szántás teljességgel kizárt és talajvizsgálatra alapozott, okszerűen végzett forgatás nélküli, minimális talajművelés a cél. A technológiában elvárt a direktvetés vagy notill alkalmazása, amint a talaj állapotától függően gazdaságilag megvalósítható. A termőtalaj minél inkább bolygatott, annál gyorsabban veszti el a szerkezetét és humusztartalmát.
A szerkezetét és humusztartalmát vesztett talaj gyorsan tömörödik, csapadéktól eliszapolódik, kiszáradáskor cserepesedik, vízbefogadó képessége, tápanyag és nedvességtartó kapacitása lecsökken, a gyökerek optimális fejlődését akadályozza.
2. A TMMG fontos eleme a széles vetésforgó, az egymás után sorrendben termesztett növények változatossága, az együtt termesztett növények és a sok növényfajból álló másodvetésű keverékek, a takarónövények alkalmazása. A jól összeállított vetésforgó és takarónövények segítenek a fertőzések, kártevők és gyomok kontrolljában. A főnövények és takarónövények kombinációja a talajművelés minimalizálásával segítenek változatos ökoszisztéma kialakításában és fenntartásában, a talajban és a felszín felett is. A változatos fő- és takarónövények számos szolgáltatásuk között javítják a talajszerkezetet és a megfelelő mikrobiális életközösséggel a folyékony szén útvonalon keresztül segítik a talajban kötött szerves szén mennyiségének emelését.
3. A talaj takarása magától értetődő és szintén kulcsfontosságú eleme a TMMG-nek. A talajtakarás elsődleges szerepe, hogy a talaj ott maradjon, ahol van. A takaratlan talajfelszín szabad prédája a csapadéknak és szélnek, a szél és vízerózió évente több tonna termőtalajt képes elfújni vagy lemosni a termőföldekről. A potenciális eróziós kockázat leghatékonyabban az évente 12 hónapig takart talajfelszínnel valósítható meg. Az élő talajtakarást a főnövények és takarónövények, két növényi kultúra között pedig a talaj felszínén hagyott szármaradványok, a mulcs biztosítják. A takart talajfelszínnek kiegyenlített a hőháztartása, a takarás csökkenti a csapó eső erejét, javítja a beszivárgást és a nedvesség tárolását.
4. Az egész évben élő gyökerek rendkívül fontosak a TMMG-ben. A változatos növények élő gyökerei állandó táplálékkal látják el a gyökérzónában élő mikrobák milliárdjait, akik a biokémiai folyamatok során jelentős szerepet játszanak a tápanyagok feltárásában, körforgásban tartásában. A mikrobák anyagcseretermékei táplálják a növényeket és stabilizálják a talajt tartós morzsák képzésével. Az élő gyökerekkel együtt élő mikrobák, elsősorban a mikorrhiza és sötét endofita gombák jelentős szerepet játszanak a talajban tartósan tárolt szerves szén megkötésében. Az élő gyökereket egyaránt biztosíthatják a főnövények, mint a szója, kukorica vagy búza, termesztési időszakon kívül pedig a takarónövények. A fajokban gazdag takarónövény keverékek és legelők képesek a leghatékonyabban javítani a talajokat a holisztikus menedzsment keretében.
5. A haszonállatok integrálása emeli a TMMG-t magasabb szintre, de a legeltetést sok esetben a vagyonvédelmi kihívások, birtokszerkezet elaprózottsága vagy az ivóvíz rendelkezésre állása korlátozza. A termőföldeken, kontrollált időszakban és térben, legeltetéssel tartott állatok gazdaságos megoldás, amelyek a talaj egészségére és az ökoszisztéma szolgáltatások javítására is nagy hatással vannak. A leggyorsabban javuló talajok világszerte a holisztikus legeltetéssel is rendelkező gazdaságokban találhatóak meg.
A talajmegújító mezőgazdaság egy rendszer, amely világszerte egyre nagyobb támogatottságot élvez a fenntarthatósági célokat is figyelembe vevő élelmiszeripari vállalkozások oldaláról is.